# Montgeron
Montgeron /mõʒəˈʁõ/ è un comune francese di 23 118 abitanti situato a diciannove chilometri a sud-est di Parigi nel dipartimento dell'Essonne nella regione dell'Île-de-France.

## Sport
Montgeron ha ospitato la partenza della 1ª tappa del primo Tour de France nel 1903, la Montgeron > Lione, di 467 Km; inoltre è stata grand départ anche per l'edizione successiva, nel 1904.

## Società

### Evoluzione demografica
Abitanti censiti